# 1134 dans les croisades
Cette page regroupe les évènements concernant les Croisades qui sont survenus en 1134 :
- Zengi, atabeg d'Alep, soumet les Kurdes sur la rive gauche du Tigre[1].
- Septembre : incursion des croisés de Foulques V d’Anjou dans le Hauran. L’Atabey de Damas Ismaël provoque leur retrait par une contre offensive sur le royaume de Jérusalem. Une paix temporaire est signée[2].